# Carlo d'Inzaghi
Carlo Borromeo d'Inzaghi (Idria, 5 dicembre 1777 – Graz, 17 maggio 1856) è stato un politico e nobile austriaco.

## Biografia

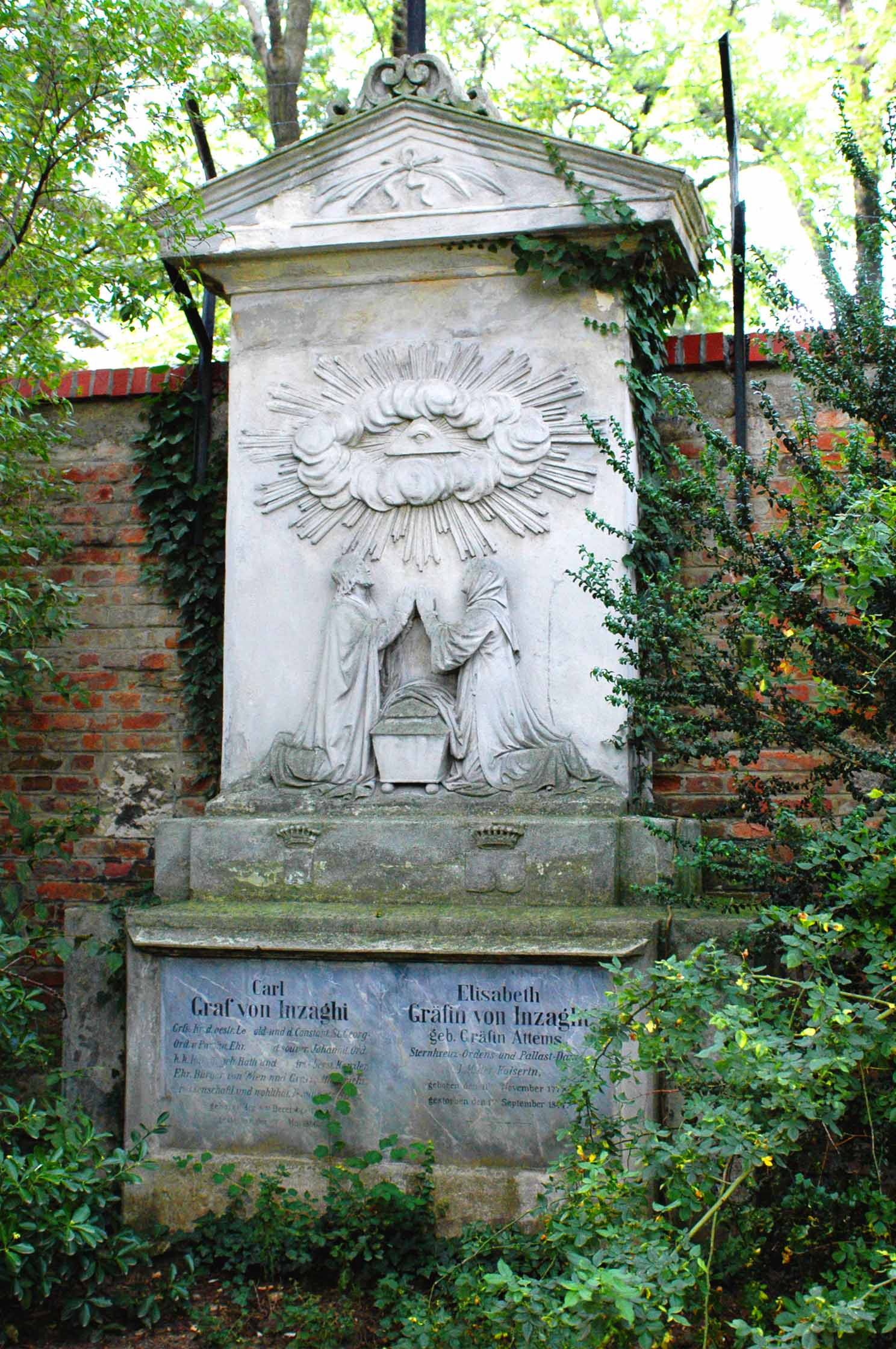
La tomba del conte d'Inzaghi nel cimitero del distretto viennese di Währing.

Carlo Borromeo Rodolfo d'Inzaghi (talvolta indicato nella variante tedesca di Karl Borromäus Rudolph Inzaghi o Inzaghy), nacque a Idria (nell'odierna Slovenia) nel 1777, membro di una nobile famiglia di origini italiane che vantava tra i propri illustri parenti anche Francesco Filippo d'Inzaghi (1731-1816), vescovo di Trieste, Gorizia e Gradisca.
Intrapresa la carriera di studi di giurisprudenza, Carlo d'Inzaghi si introdusse rapidamente negli ambienti di corte viennesi come diplomatico, iniziando il proprio servizio alla corte di Parma ove era regnante Maria Luisa d'Austria, vedova di Napoleone e figlia dell'Imperatore Francesco II. Tornato a Vienna, venne nominato Gran Cancelliere della Commissione Aulica degli studi della Monarchia austriaca, Gran Cancelliere dell'I.R. Cancelleria Aulica Riunita, Consigliere segreto dell'Imperatore e Ciambellano di corte.
Nel 1820 venne nominato Governatore del Veneto all'interno del Regno Lombardo-Veneto da poco costituito, rimanendo in carica sino al 1826. Sposò la contessa friulana Elizabeth von Attems.
Ritiratosi a vita privata, morì a Graz nel 1856 e venne sepolto nel cimitero viennese di Währing.